# Jean-Antoine Watteau
Jean-Antoine Watteau (rửa tội ngày 10 tháng 10 năm 1684 - 18 tháng 7 năm 1721, có tài liệu ghi là 12 tháng 8) thường được gọi là Antoine Watteau, là họa sĩ nổi tiếng người Pháp đầu thế kỷ XVIII. Với những bức tranh miêu tả phong cảnh và con người xã hội Pháp dưới thời vua Louis XIV, ông đã tạo nên một phong cách nghệ thuật hoàn toàn khác với các họa sĩ đương thời. Tranh ông thường vẽ những cảnh sinh hoạt lễ hội bình dị, đậm chất sân khấu. Cả thế kỷ XVIII và nhiều thế hệ các họa sĩ sau đó đều chịu ảnh hưởng nghệ thuật của Watteau.

## Cuộc đời
Jean-Antoine Watteau được sinh ra tại Valenciennes, một thị trấn miền Bắc nước Pháp. Ông được rửa tội ngày 10 tháng 10 năm 1684. Từ bé Watteau đã bộc lộ niềm say mê và năng khiếu hội họa, năm 10 tuổi thì bắt đầu đến học vẽ ở xưởng của họa sĩ Jacques-Albert Gerin trong vùng. Năm 1720, ông đến kinh đô Paris, làm việc tại xưởng vẽ Matager. Thời gian này ông chủ yếu chép tranh tôn giáo và tranh sinh hoạt của các họa sĩ Hà Lan như Rembrandt, Vermeer. Những năm 1703-1707, Watteau từng làm việc ở các xưởng vẽ của Gillot và Claude II Audran, cho đến khi ông trở về quê hương Valenciennes vào năm 1710.
Khi trở về quê hương, Watteau vẽ nhiều về đề tài quân sự rồi nhanh chóng theo đuổi đề tài lễ hội tình yêu. Ông gửi tác phẩm của mình đến Viện Hàn lâm Nghệ thuật, được đánh giá cao và được nhận vào Viện.
Những năm 1713-1716, Watteau quen với chủ ngân hàng Perre Crozat và đến làm việc cho người này. Trong thời gian lưu lại nhà Crozat, ông đã trang trí căn phòng cho căn nhà của ông ta với tranh vẽ phong cảnh các mùa. Ngoài ra ông cũng có dịp nghiên cứu tranh của nhiều họa sĩ Hà Lan, nhất là của Van Dyck. Năm 1717, Watteay hoàn thành bức tranh "Hành hương đến Cythere", và nhờ nó mà ông được chính thức công nhận là thành viên Viện Hàn lâm Nghệ thuật với danh nghĩa " họa sĩ của lễ hội tình yêu ". Đó là một trong số những tác phẩm để đời của Watteau, sang năm ông vẽ một phiên bản khác của bức tranh này.

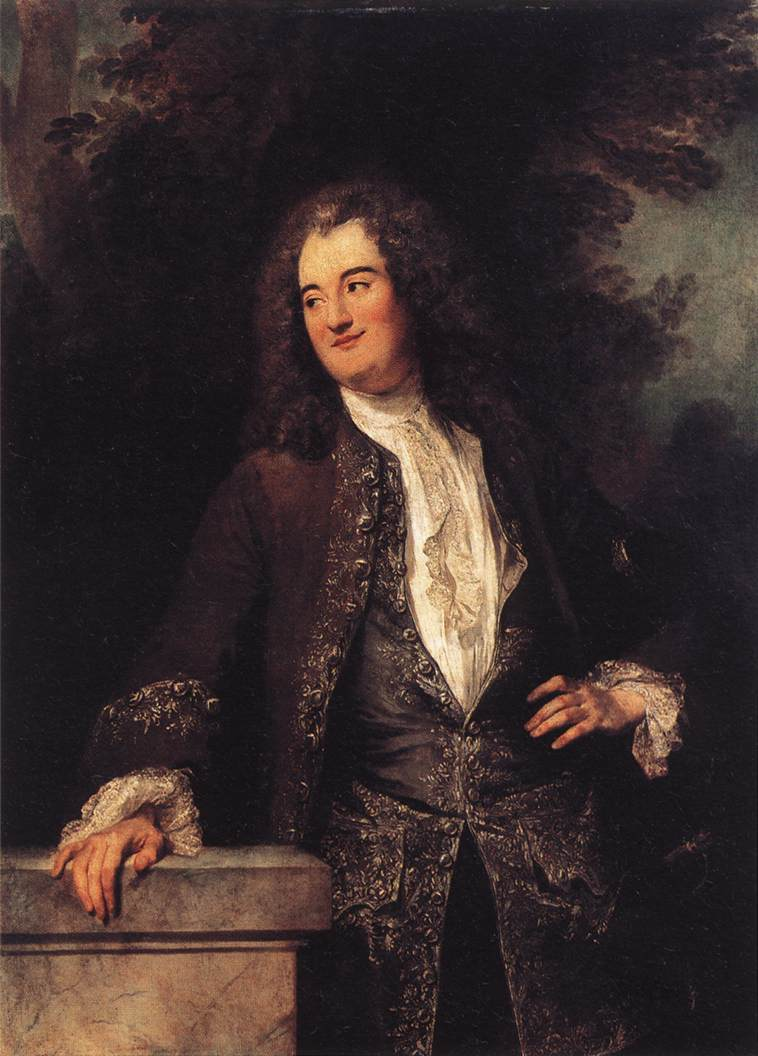
"Chân dung một Quý ông".

Năm 1719, Watteau bị lao phổi, và phải sang Luân Đôn để điều trị, rồi ông trở về Paris. Tuy nhiên, do sức khỏe vốn ốm yếu từ nhỏ, tình trạng bệnh của ông không khả quan, cuối cùng ông đã qua đời vào mùa thu năm 1721. Những ngày tháng cuối cùng, Watteau đến ở cửa hàng Gersaint và làm việc cho Abbé Haranger, người bảo trợ cuối cùng của ông. Không lâu trước khi qua đời, ông đã kịp hoàn thành bức tranh nổi tiếng "Cửa hàng Gersaint" và "Nơi hẹn của những người đi săn", đều là những tác phẩm làm nên tên tuổi của Watteau trong lịch sử hội họa.

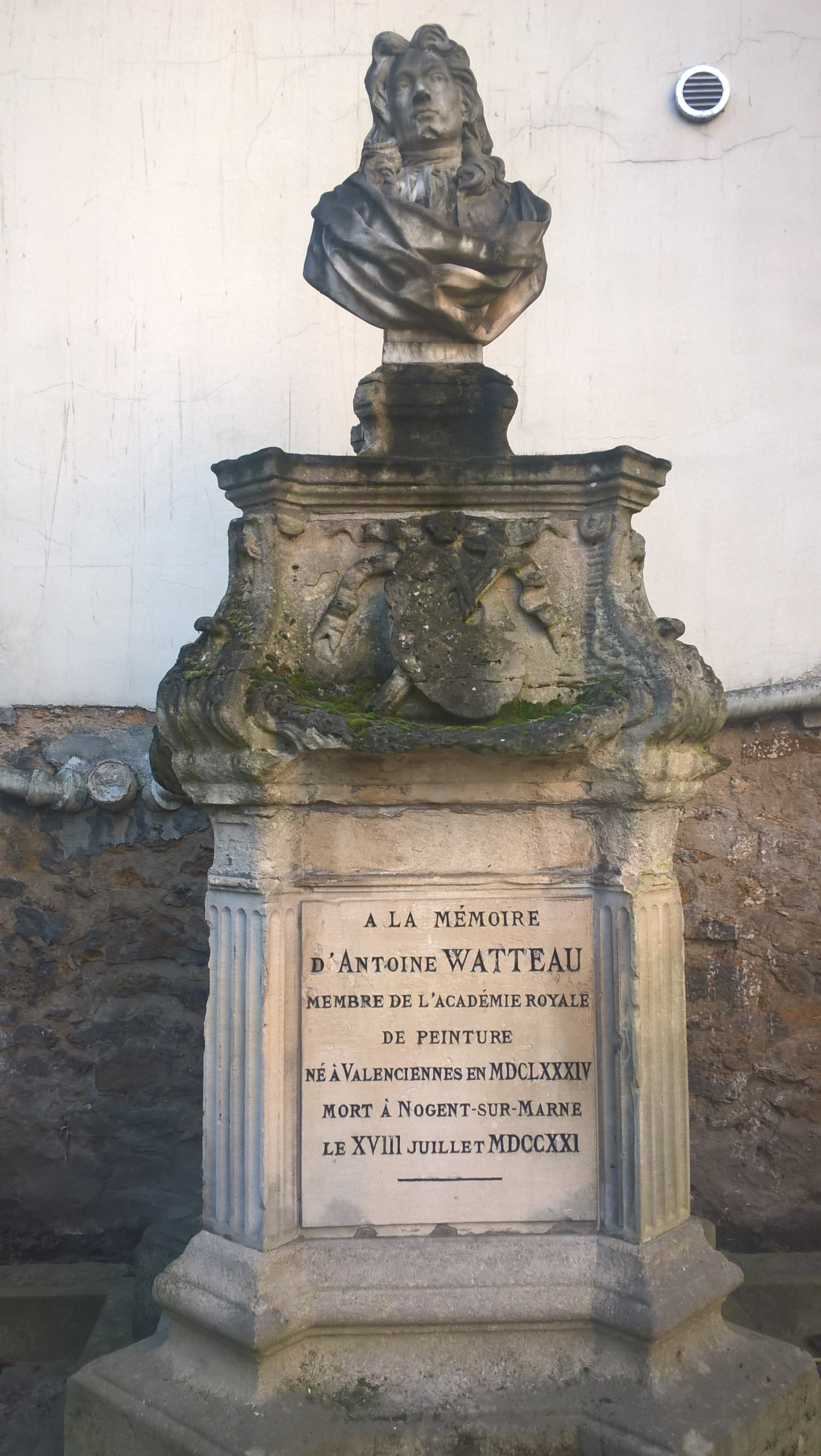
Tượng Antoine Watteau.

Jean-Antoine Watteau qua đời khi mới 36 tuổi,ông bị nhanh chóng lãng quên sau khi mất. Mãi tận đến thế kỷ XIX, các tác phẩm của ông mới được chú ý trở lại, các nhà phê bình đã đặt họa sĩ trở lại đúng vị trí của ông, "Watteau đã tạo nên một phong cách nghệ thuật hoàn toàn khác với những người đương thời của ông, ông đã chuyển các thực tế phù phiếm vô vị thành một thế giới thanh bình" trong tranh của mình. Ông không nhận hoc trò, sự nghiệp hội họa ngắn ngủi của ông - cô đơn và kiêu hãnh,là hiện tượng tách biệt đầy vinh quang. Rất nhiều họa sĩ sau thời chịu ảnh hưởng từ phong cách nghệ thuật của ông.

## Tác phẩm

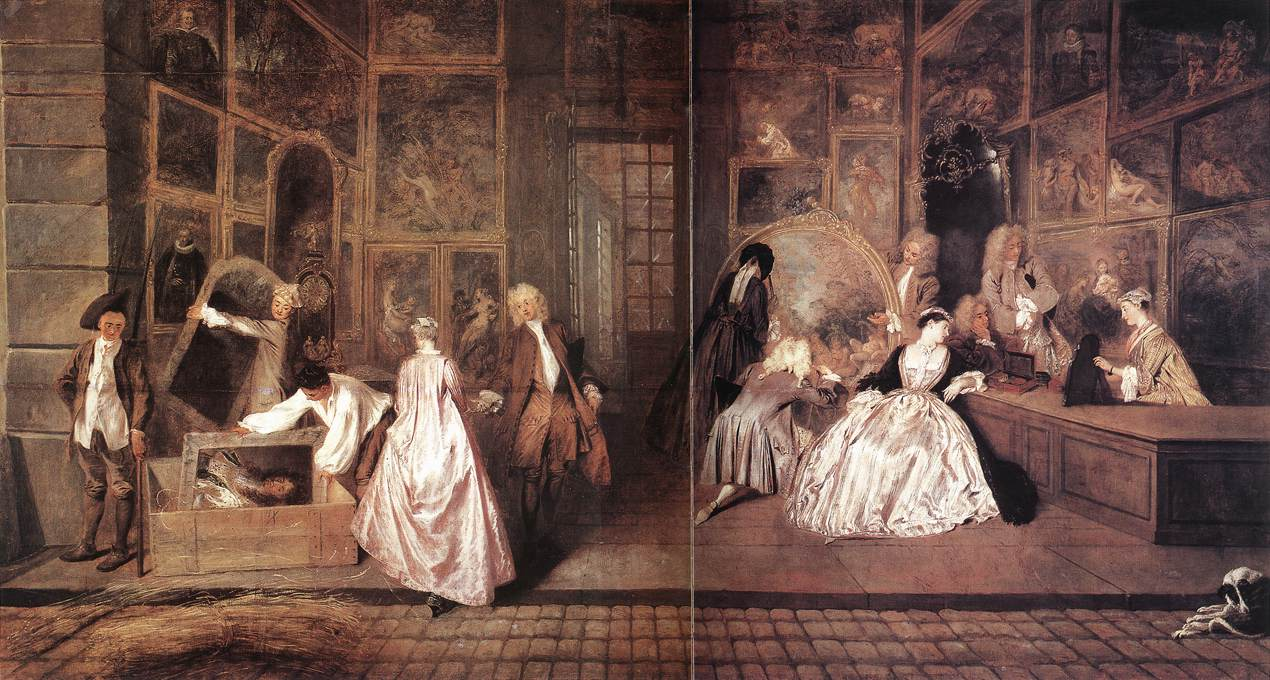
"Cửa hàng Gersaint", 1720-1721. Một trong những tác phẩm cuối cùng của Watteau. Một bức tranh hoành tráng với kích thước 163×360cm, không có nhân vật chính, nếu không kể đến bức chân dung vua Louis XIV đang được cho vào thùng đóng gói. Bức tranh là hình ảnh của một hiện thực sống động của Pháp thời cận đại, như một lời từ biệt của Watteau cuối cuộc đời đầy cống hiến của ông.

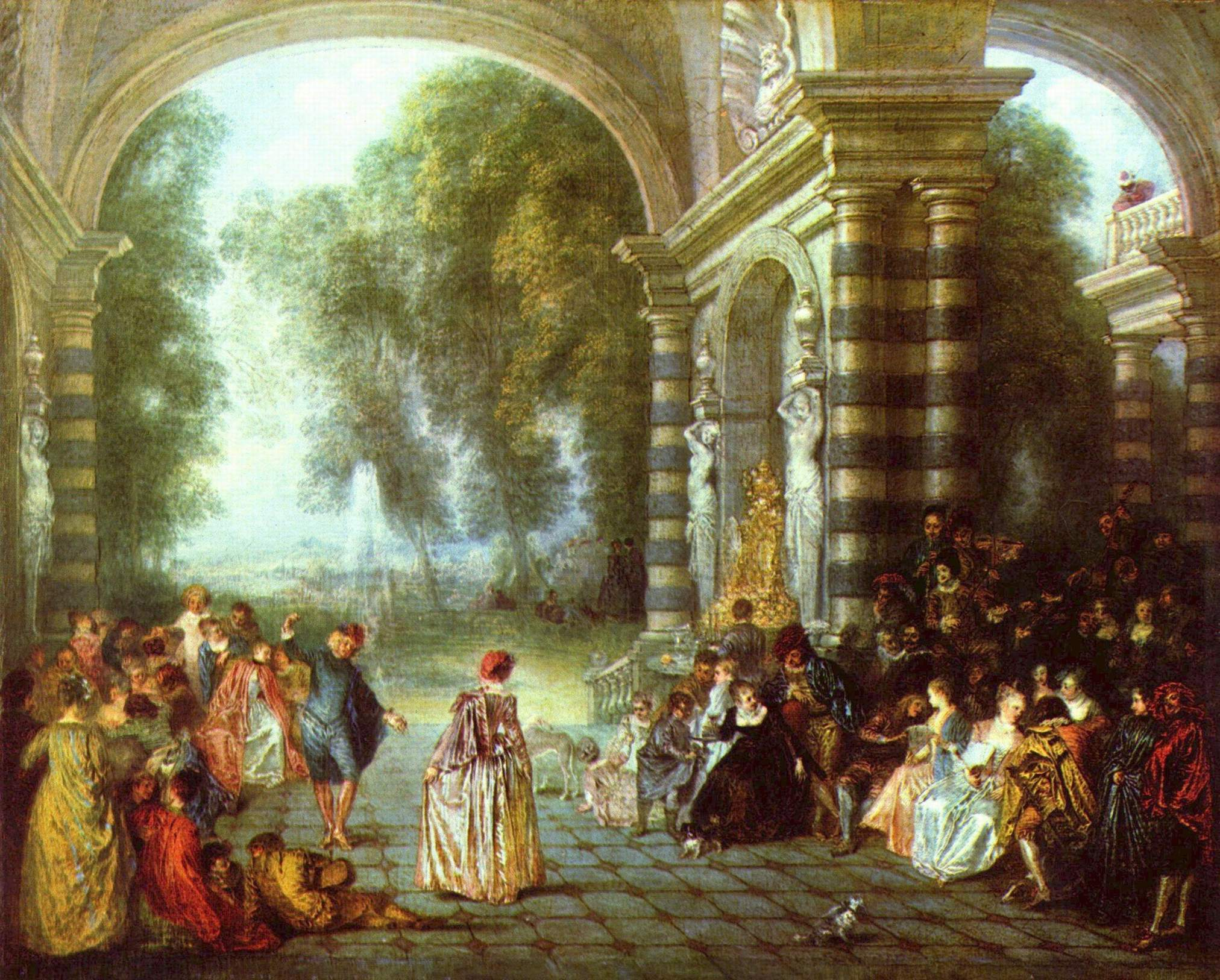
"Những thú vui vũ hội", 1717. Những con người kiểu cách, trẻ đẹp, thong thả dạo chơi giữa một khung cảnh thiên nhiên tươi vui thân thiện. Bầu không khí phóng khoáng, khung cảnh mờ ảo trữ tình, sôi nổi tiếng nhạc, tiếng cười nói, những bước khiêu vũ trên nền một cung điện lộng lẫy, tráng lệ, Watteau bày ra trước mắt chúng ta một xã hội xa hoa, phù phiếm dưới thời trị vì hoàng kim của vua Mặt trời

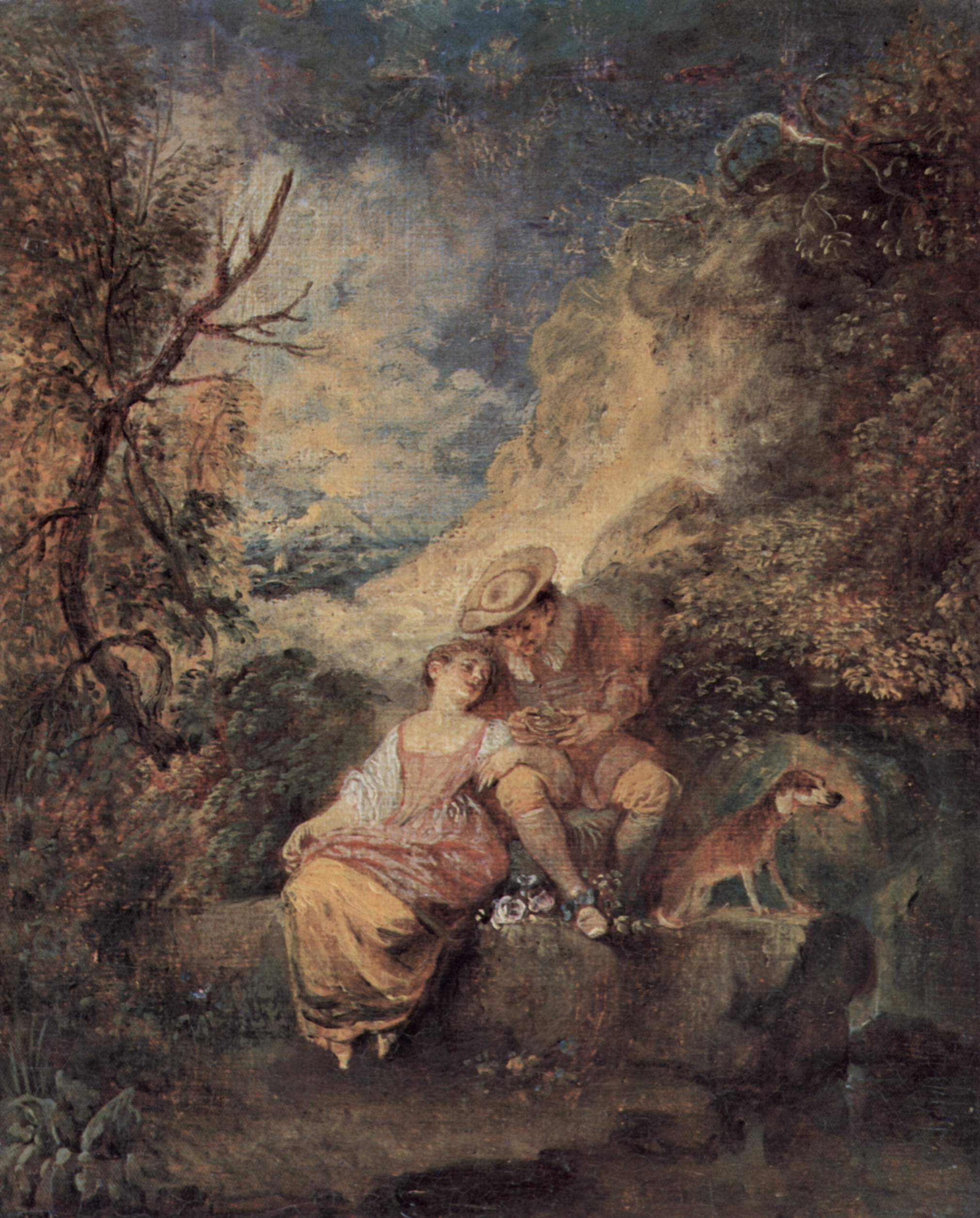
Thợ săn, 1719, Phòng trưng bày quốc gia Scottland

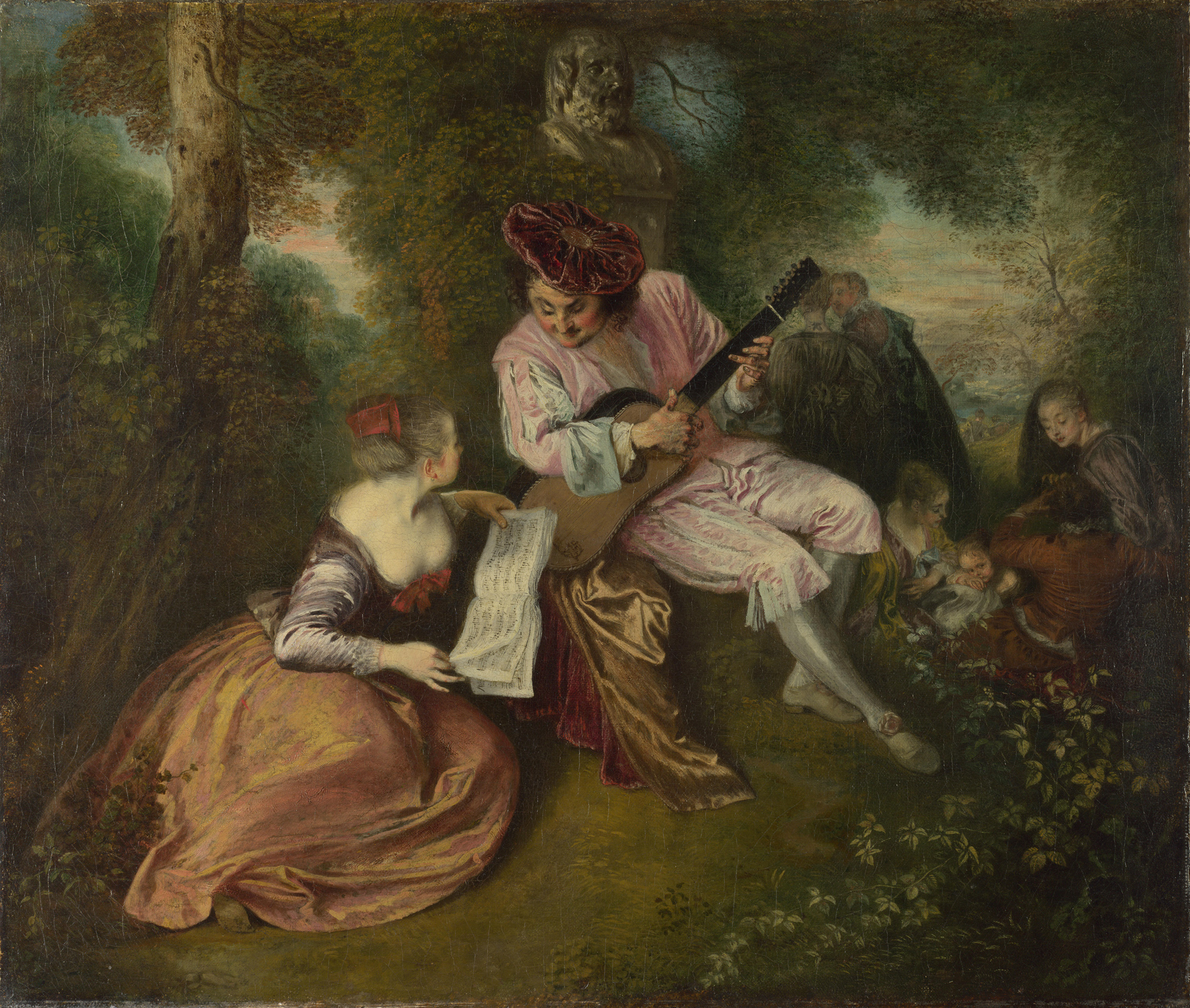
"Khúc nhạc trữ tình"

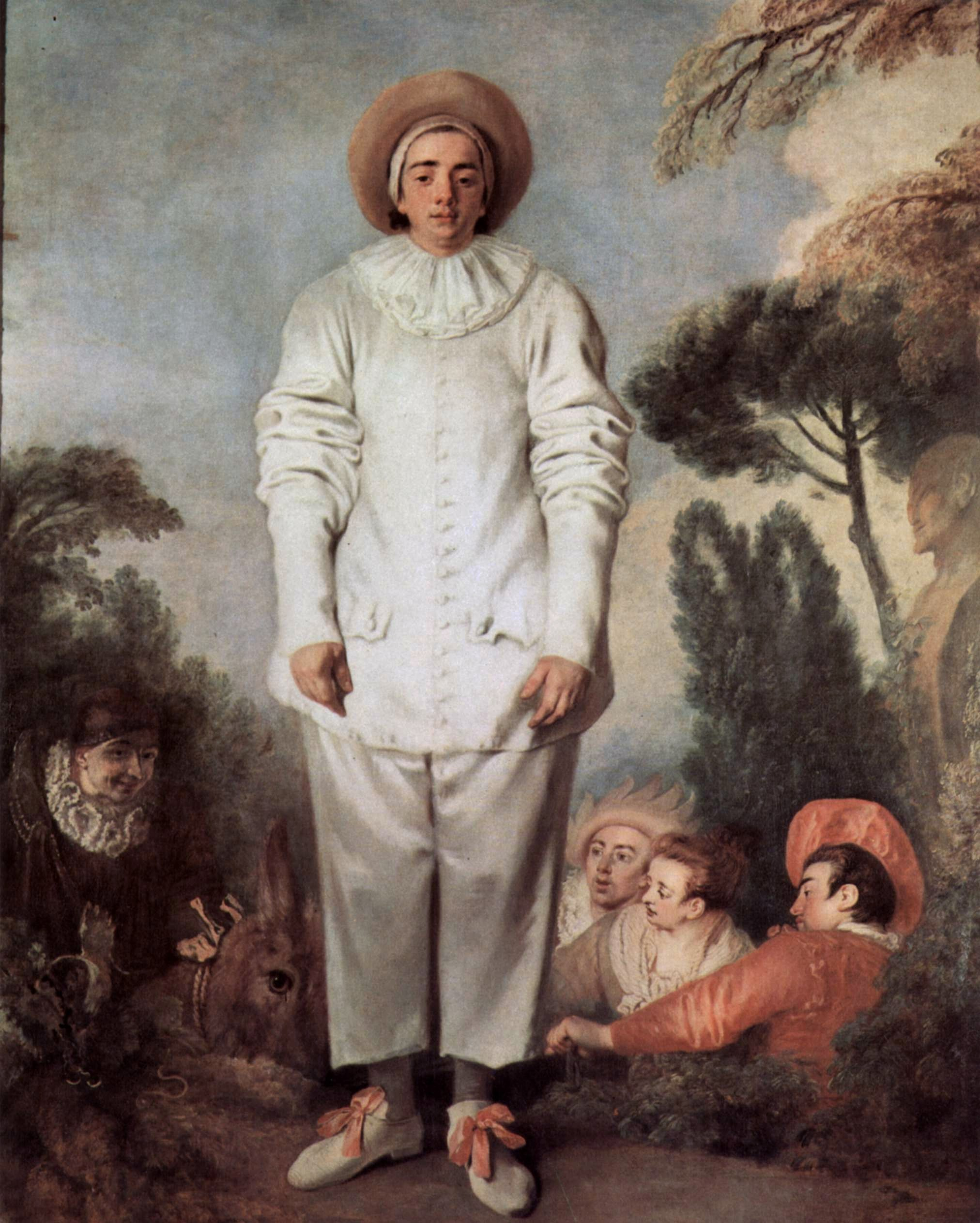
"Pierrot" hay "Gilles", 1717-1719. Trong tranh Watteau không chỉ có cái phù phiếm của lễ hội tình yêu mà còn có sự hiểu biết và cảm thông sâu sắc đối với những thân phận con người. Chàng Gilles - một con người dịu dàng ngây ngô, gương mặt nghiêm trang kỳ lạ mang cái nhìn chăm chăm về phía chúng ta. Đó là hình ảnh một vai hề trên sân khấu Pháp, mang thân phận làm trò cười cho thiên hạ, lòng buồn rầu nhưng vẫn giữ vẻ nghiêm trang trước cái độc ác của cuộc đời.

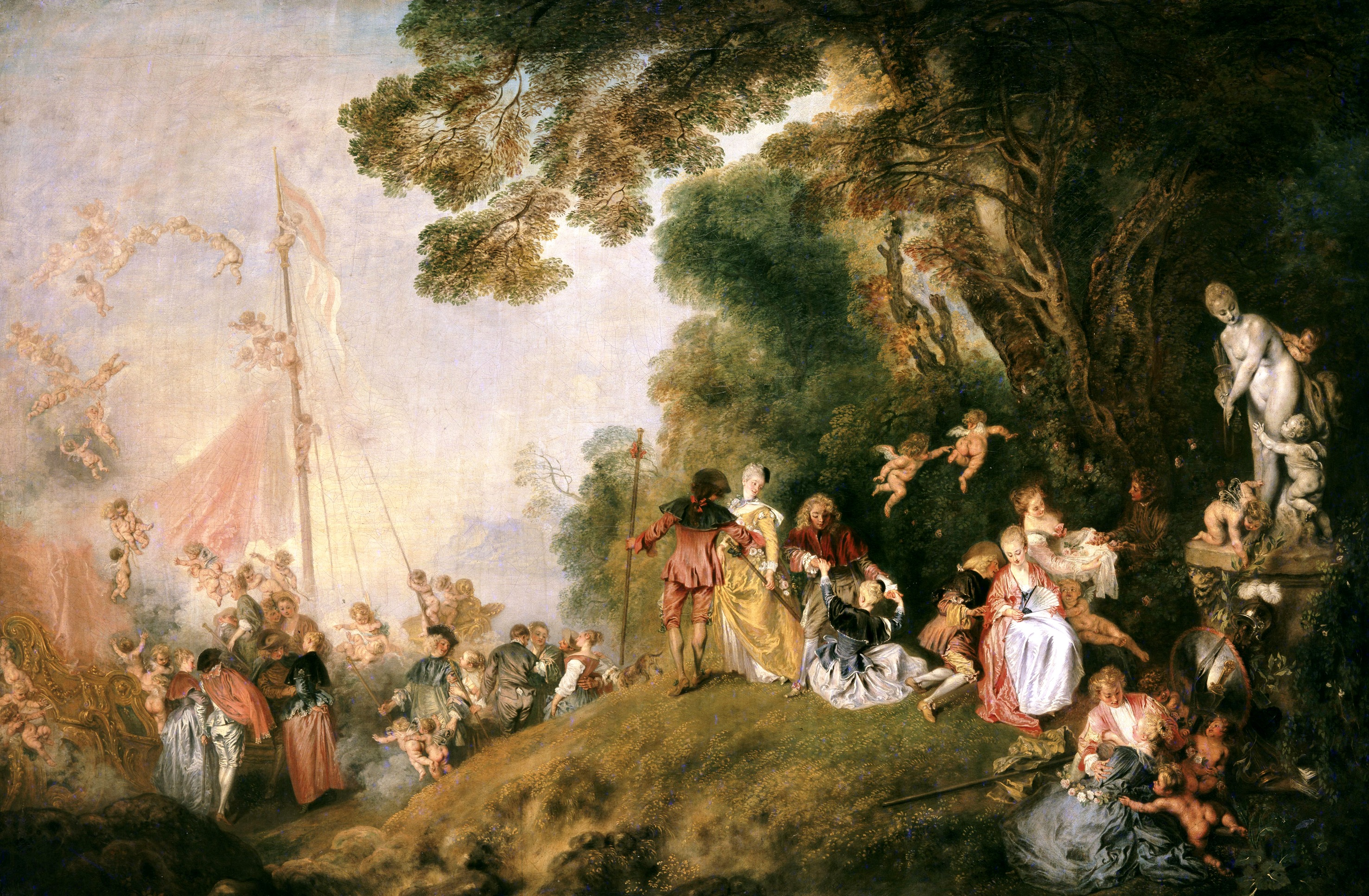
"Hành hương đến Cythere", phiên bản vẽ lại năm 1718

"Hành hương đến Cythere", phiên bản năm 1717. Cảnh khởi hành đến một hòn đảo thiên đường, một xứ sở lộng lẫy mà các thần tiên đang bay lượn đón chờ? Hay chăng đây là một cuộc tiễn biệt. Bức tranh là một vở ba lê cổ điển thế kỷ XVIII, mang lại cảm giác vừa thơ mộng vừa u hoài, mà đến tận ngày nay người ta vẫn còn đang bàn cãi. Những nhân vật như đang hẹn hò, phân vân ngập ngừng, giây phút chờ đợi, nghỉ ngơi, chia tay và tình yêu thật là ngắn ngủi. Một hạnh phúc phù du, phi thực, ánh sáng mờ ảo nhuốm vàng đưa chúng ta đi vào một thế giới đầy thơ mộng. Nhờ bức tranh này mà Watteau trở thành thành viên Viện Hàn lâm Nghệ thuật. Renoir, họa sĩ lừng danh thế kỷ XIX, coi đây là kiệt tác đẹp nhất bảo tàng Louvre.

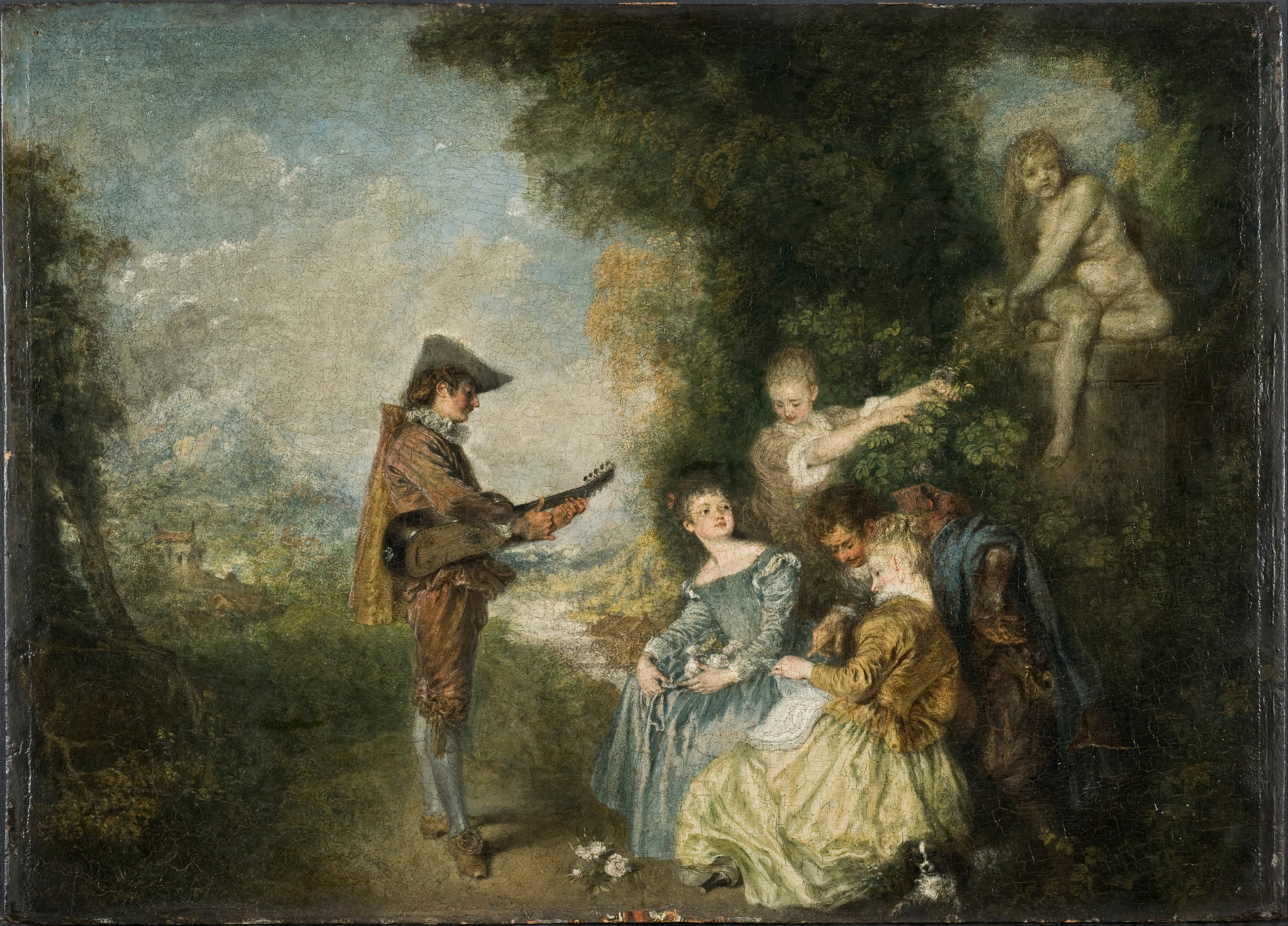
"Bài học tình yêu"

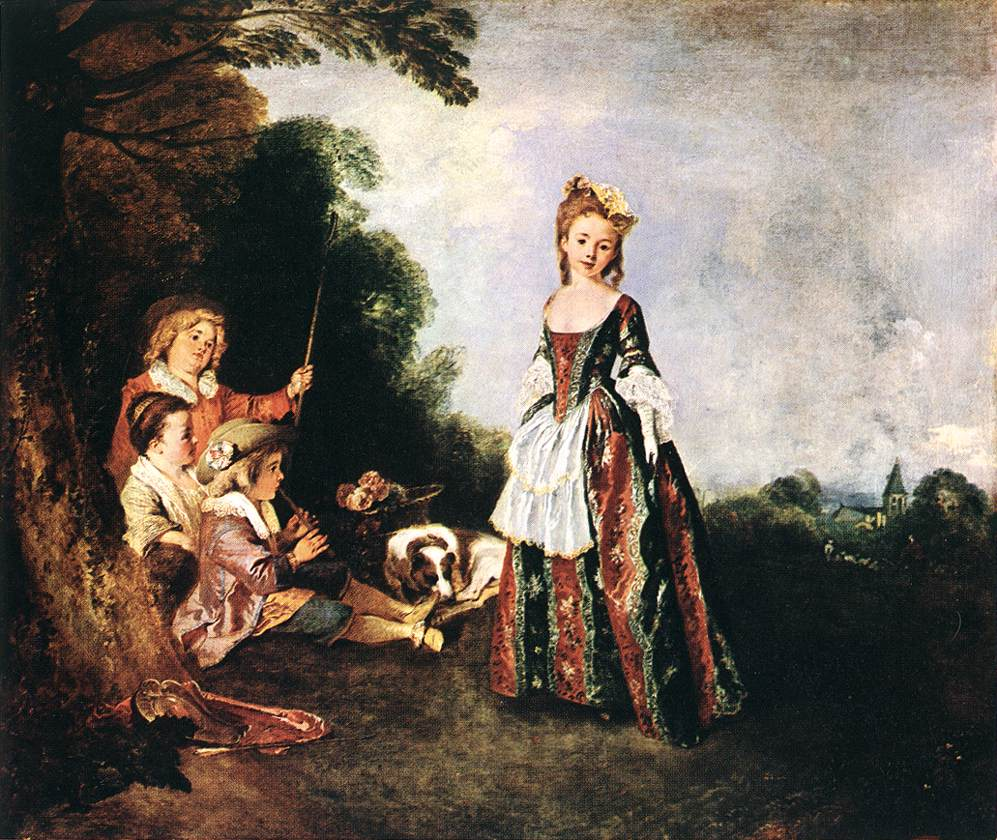
"Vũ điệu"

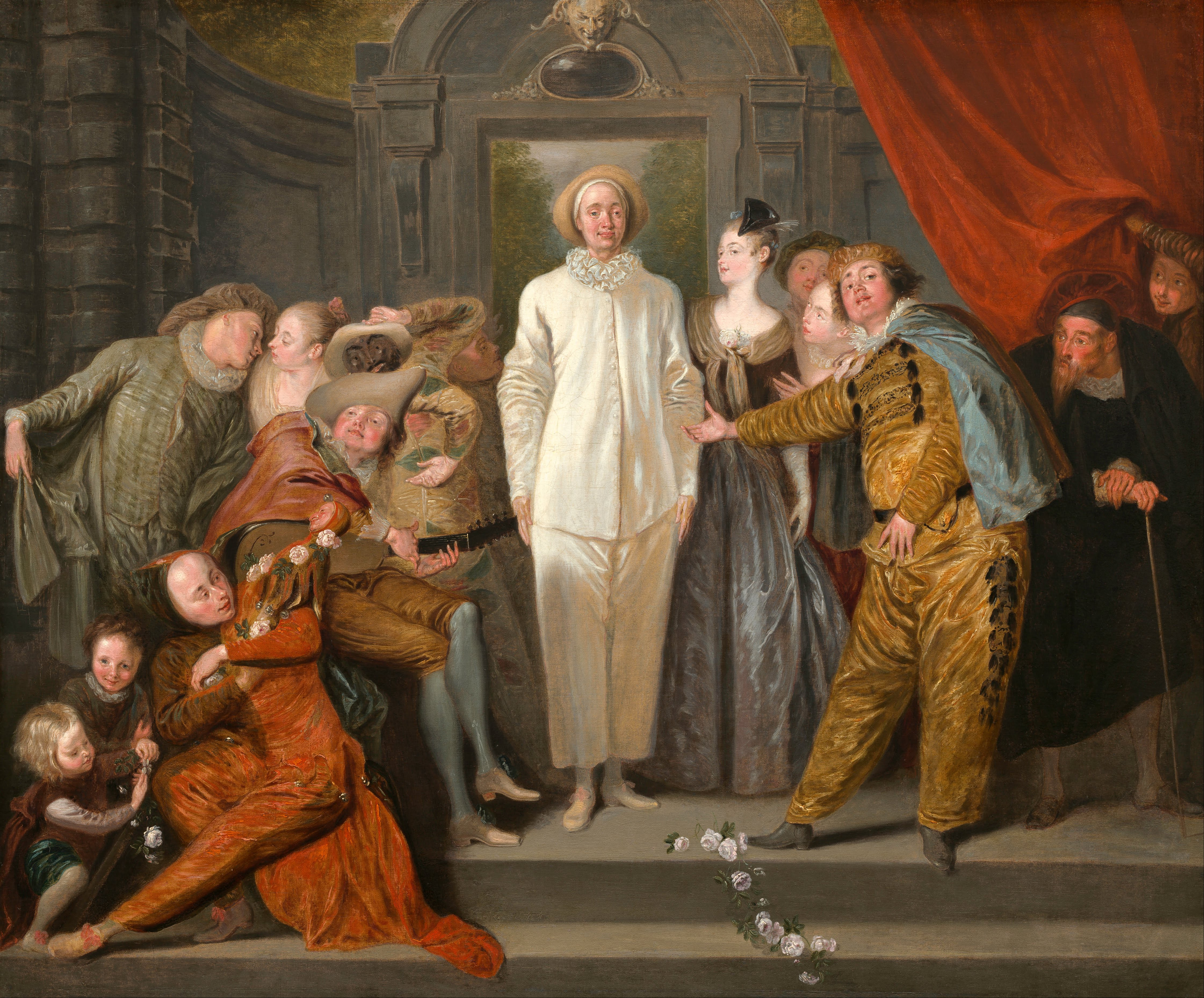
Đây có lẽ là phiên bản "Gilles" của Ý, vẫn là thân phận làm trò cười cho thiên hạ, bao cái nhìn cười chê của mọi người xung quanh, Gilles trong bộ trang phục satin trắng vẫn giữ vẻ nghiêm trang của mình, mặc cho bao cái ác thị phi cuộc đời bủa vây xung quanh

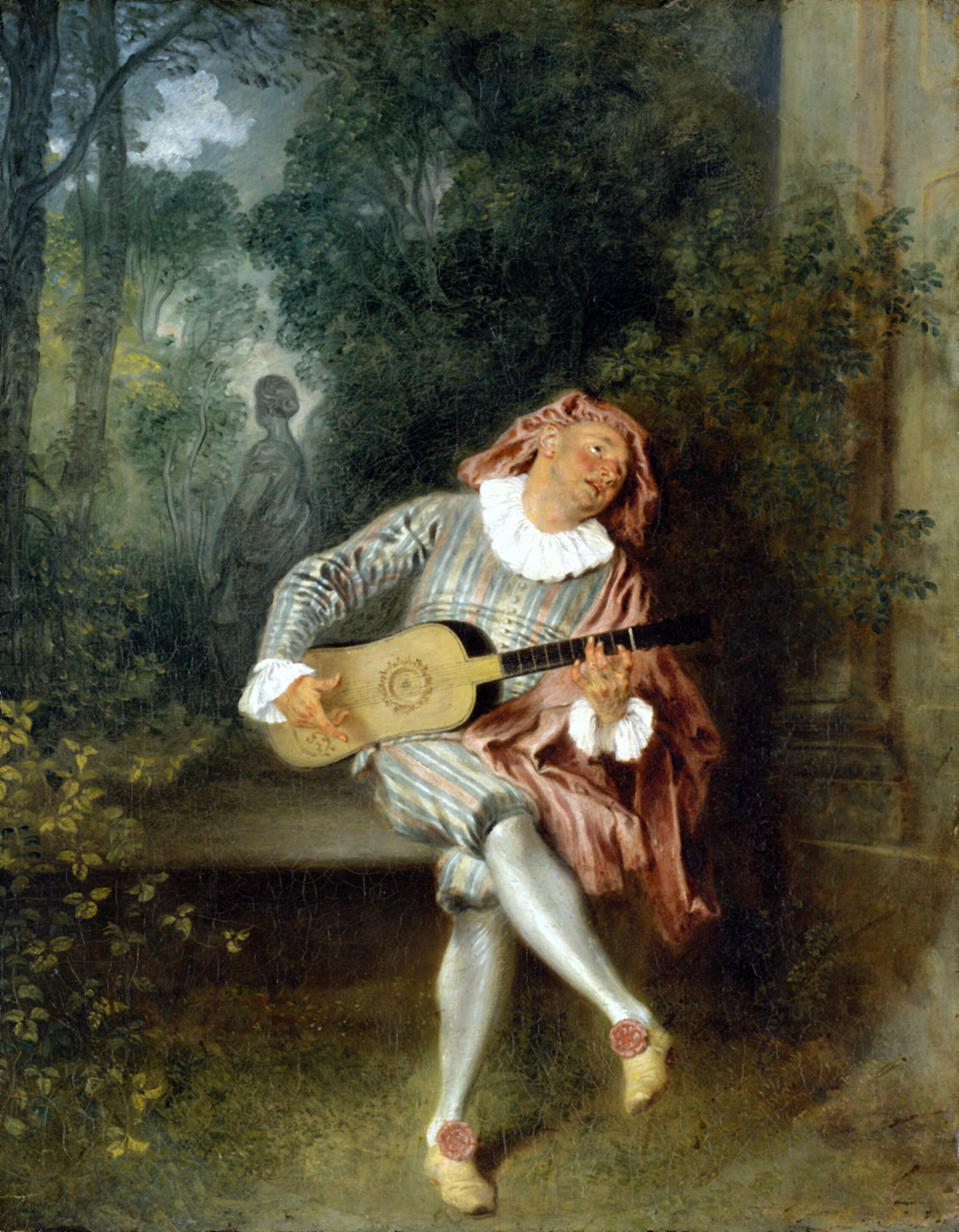
"Mezzetin"

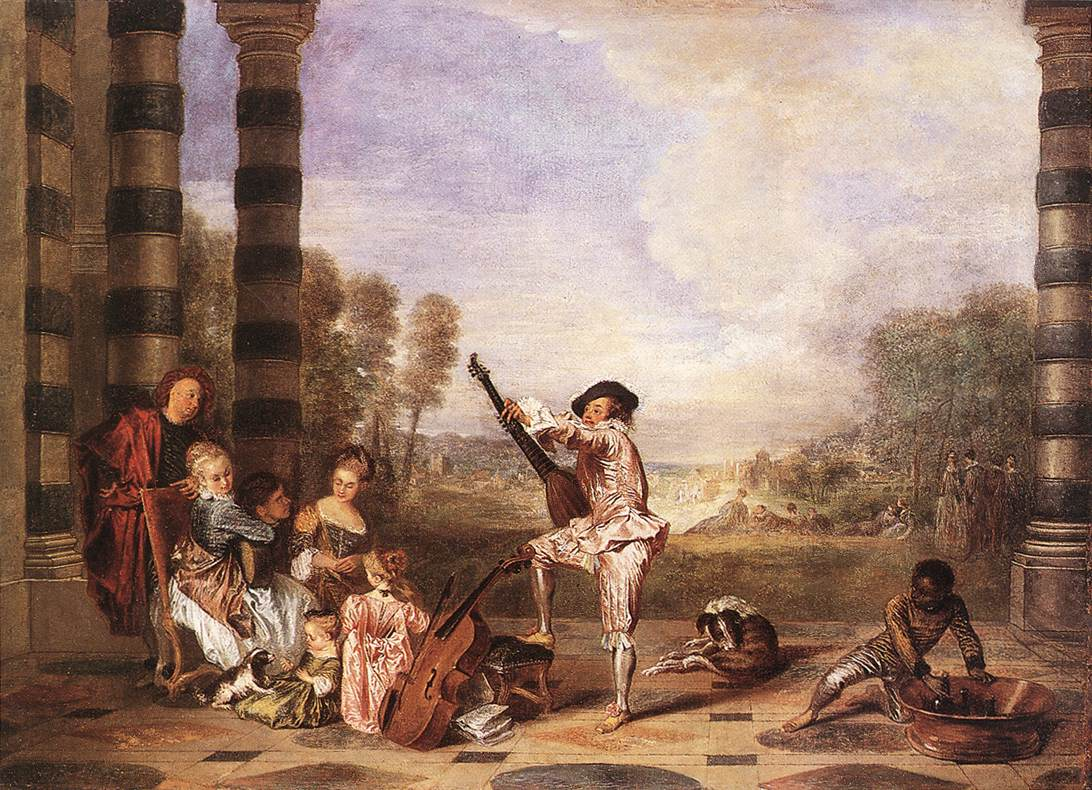
"Những vẻ đẹp cuộc đời", 1718. Chân dung một gia đình quý tộc, tất cả như những nhân vật trong một vở kịch đang nghe một bản tình ca từ người nghệ sĩ trước sân một dinh thự rộng lớn. Watteau đã miêu tả kĩ đến từng khuôn mặt và những bộ quần áo cầu kì.

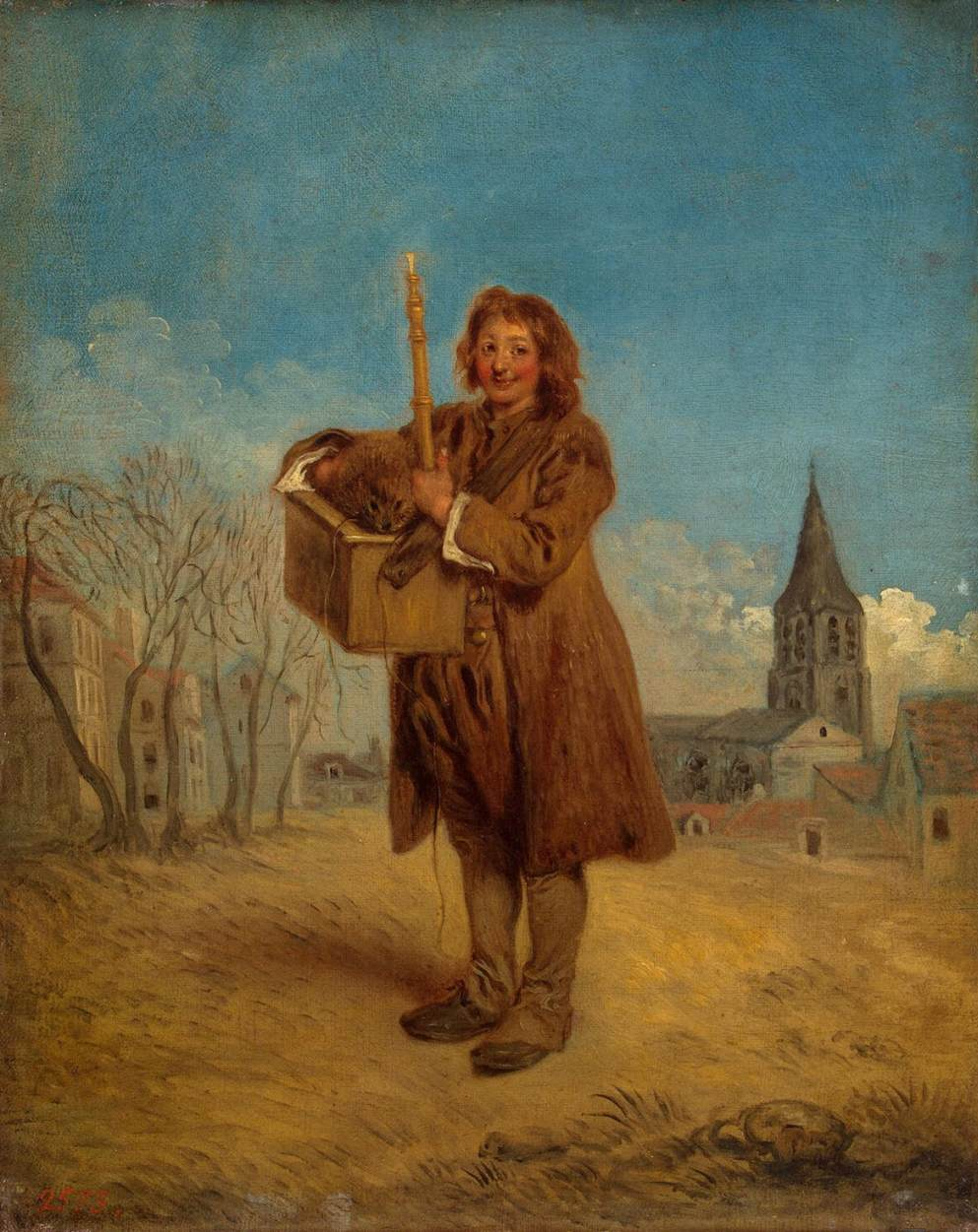
"Nghệ sĩ rong và con Marmot", 1716.

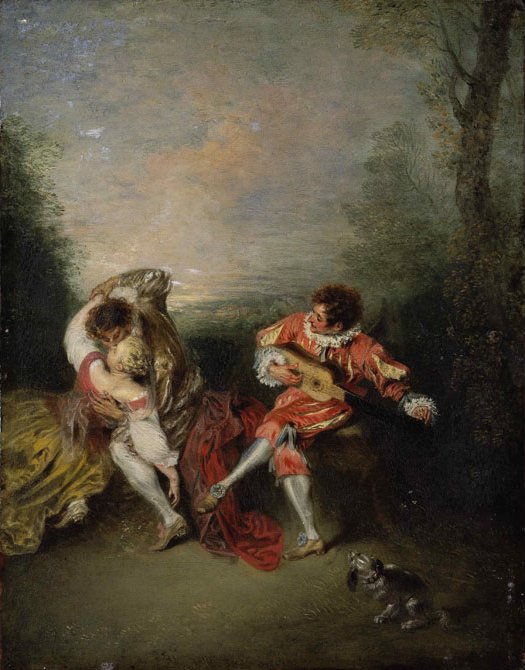
"Ngạc nhiên", khoảng 1718.

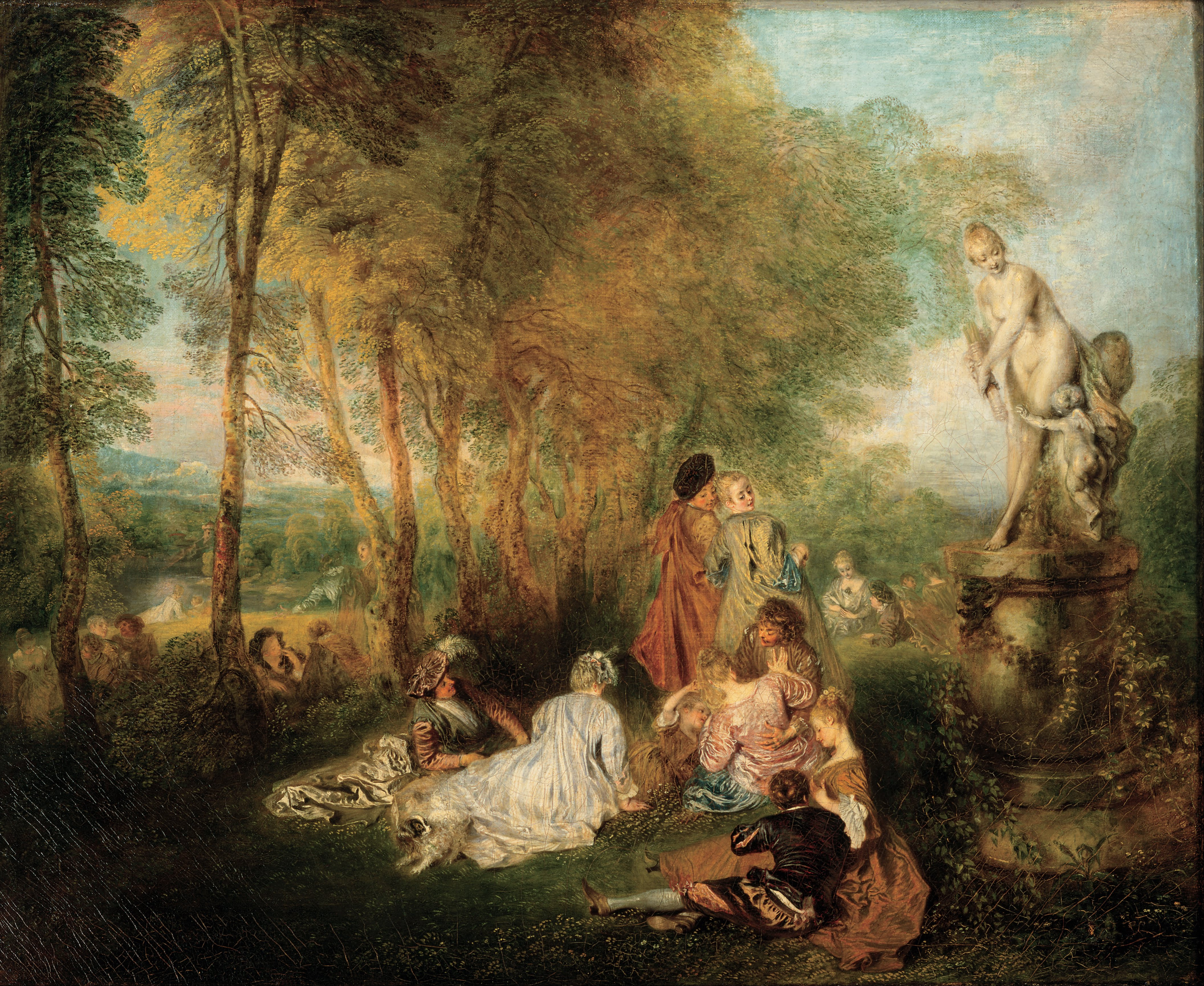
"Lễ hội tình yêu", khoảng 1718-1719.

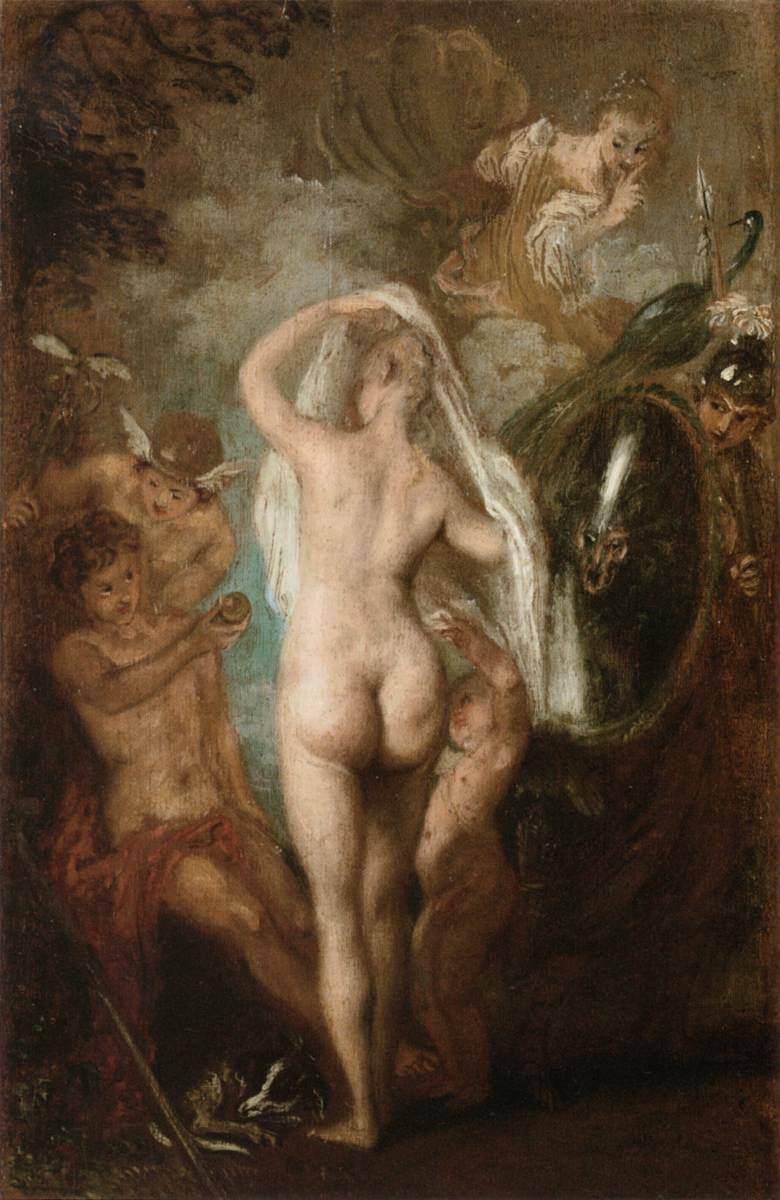
"Phán quyết của Paris", 1720. Truyền thuyết làm bùng nổ cuộc chiến thành Troia vào thế kỷ XII TCN. Ba nữ thần Athena, Aphrodite và Hera tranh nhau quả táo dành cho người xinh đẹp nhất. Họ đã đến nhờ Paris, Hoàng tử thành Troia phân xử xem quả táo thuộc về ai. Trong tranh, hình tượng nữ thần Aphrodite khỏa thân, được Paris trao cho quả táo. Tranh khỏa thân của Watteau chịu ảnh hưởng lớn từ Rubens, và ảnh hưởng đến một số họa sĩ thời sau.

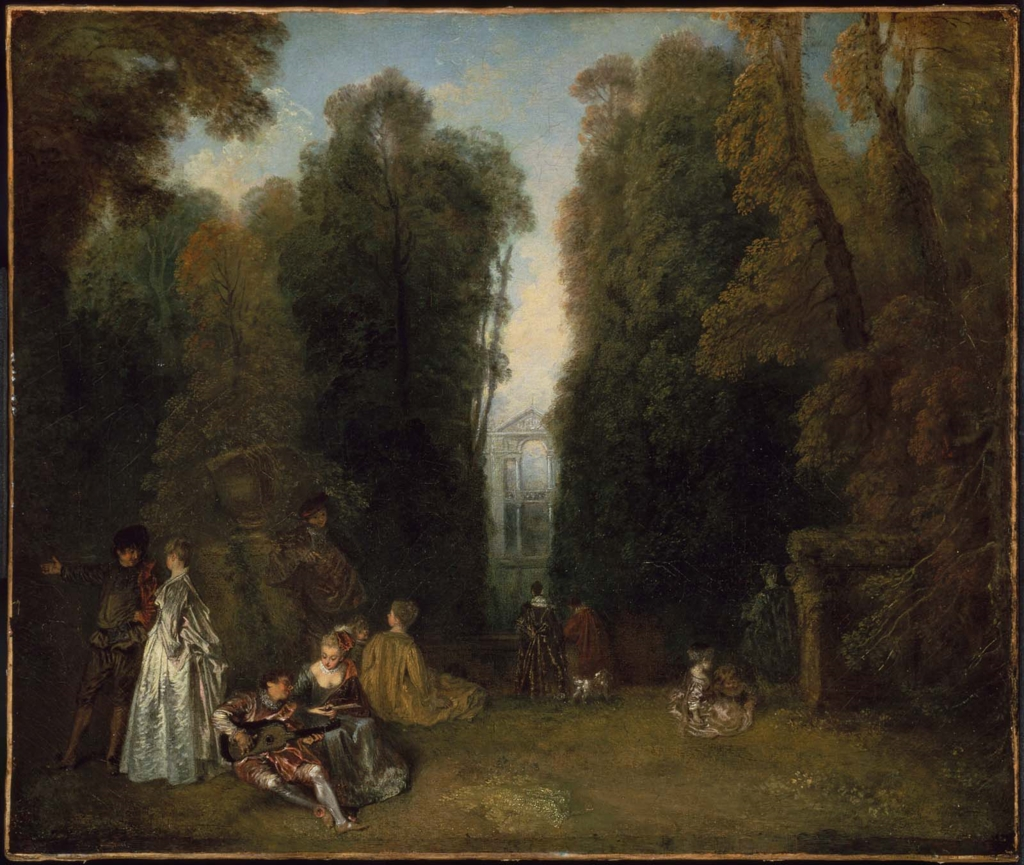
"Cảnh sắc", 1715. Ánh nắng chiếu khẽ qua các tầng lá, hai hàng cây cao vút làm cho bức tranh như có chiều sâu. Những cặp tình nhân, những cô gái mơ màng, những chàng trai lịch thiệp, vẫn là tiếng đán hát nói cười, một khung cảnh lãng mạn, Wateau xứng đáng là "họa sĩ của lễ hội tình yêu".

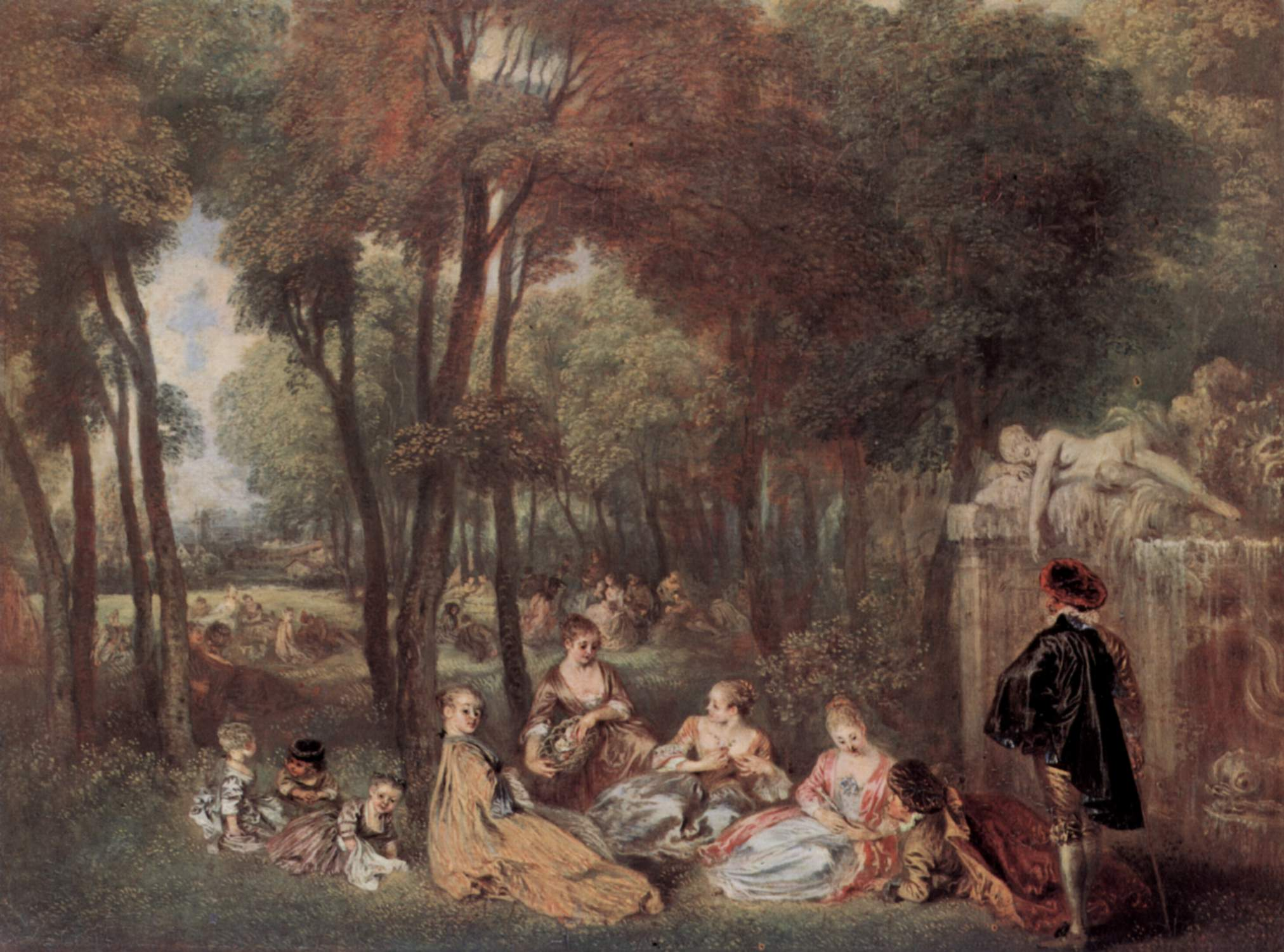

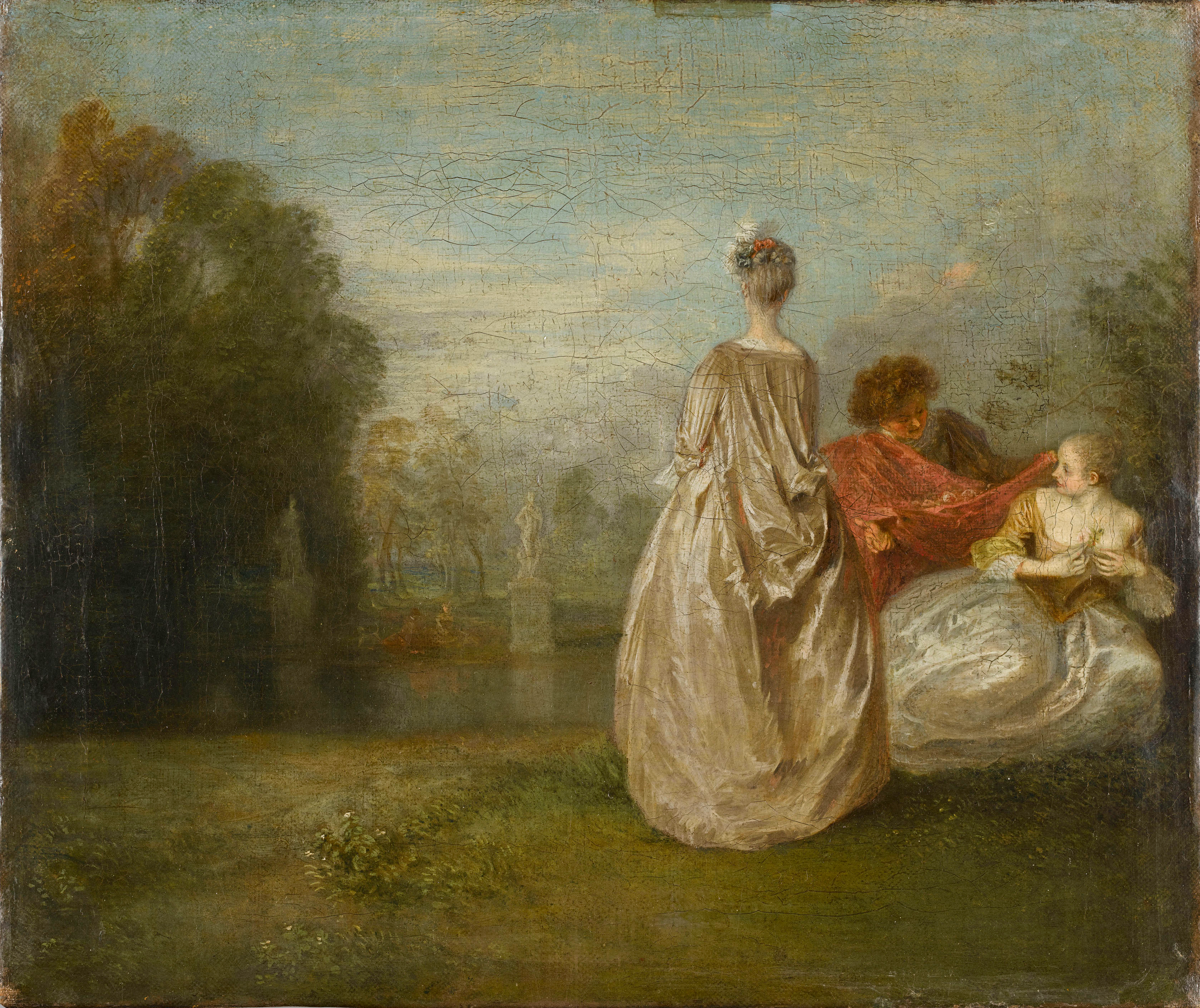
"Anh em họ"

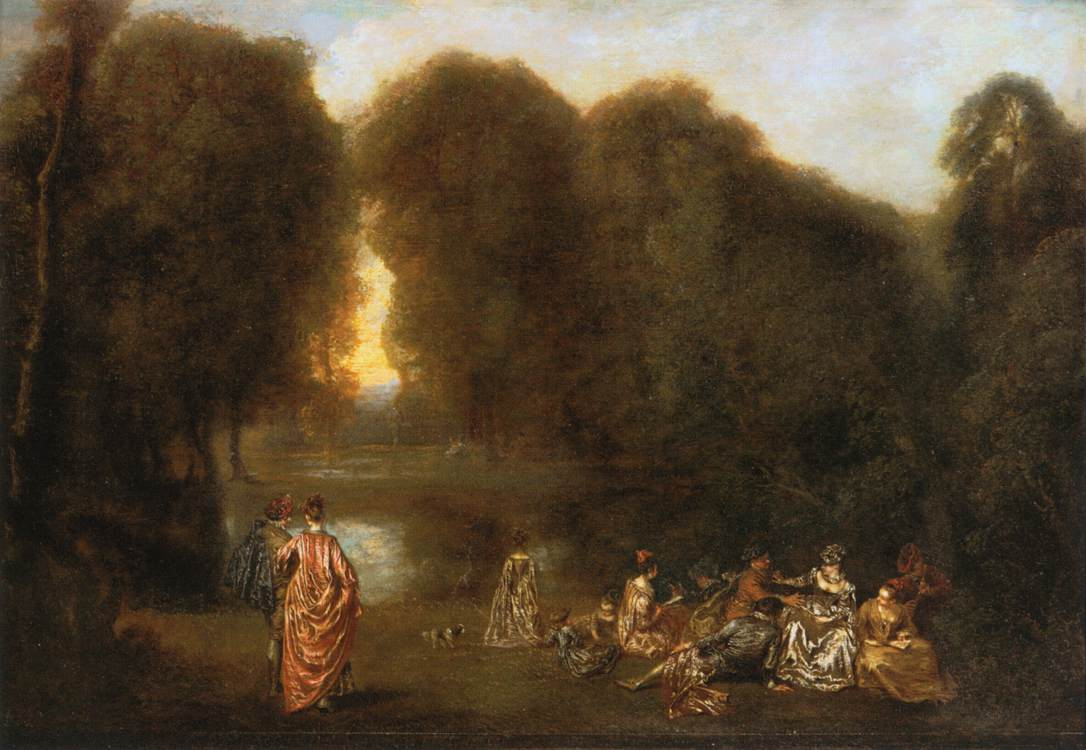
"Gặp nhau trong công viên"

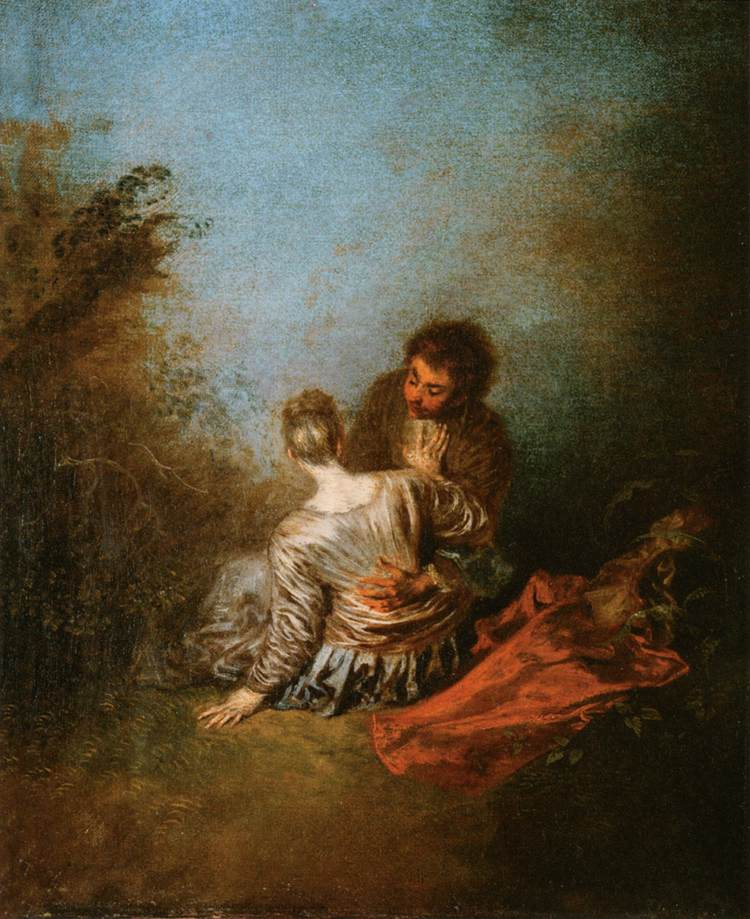
"Sự sai lầm"

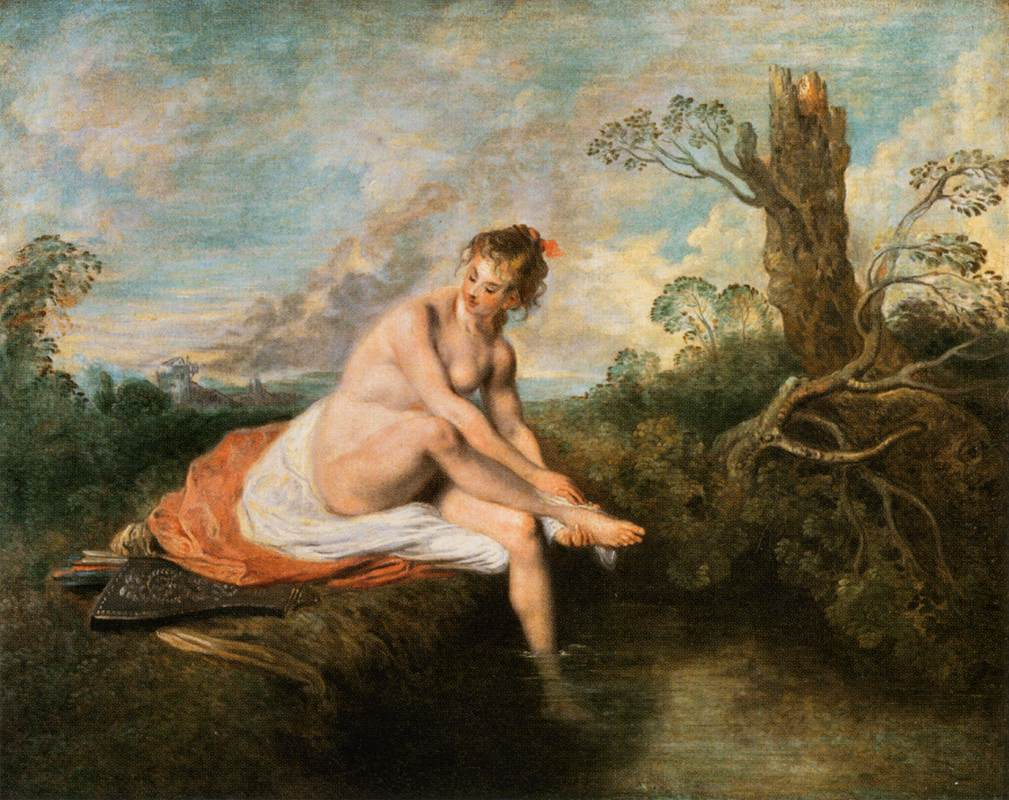
"Diana trong phòng tắm"

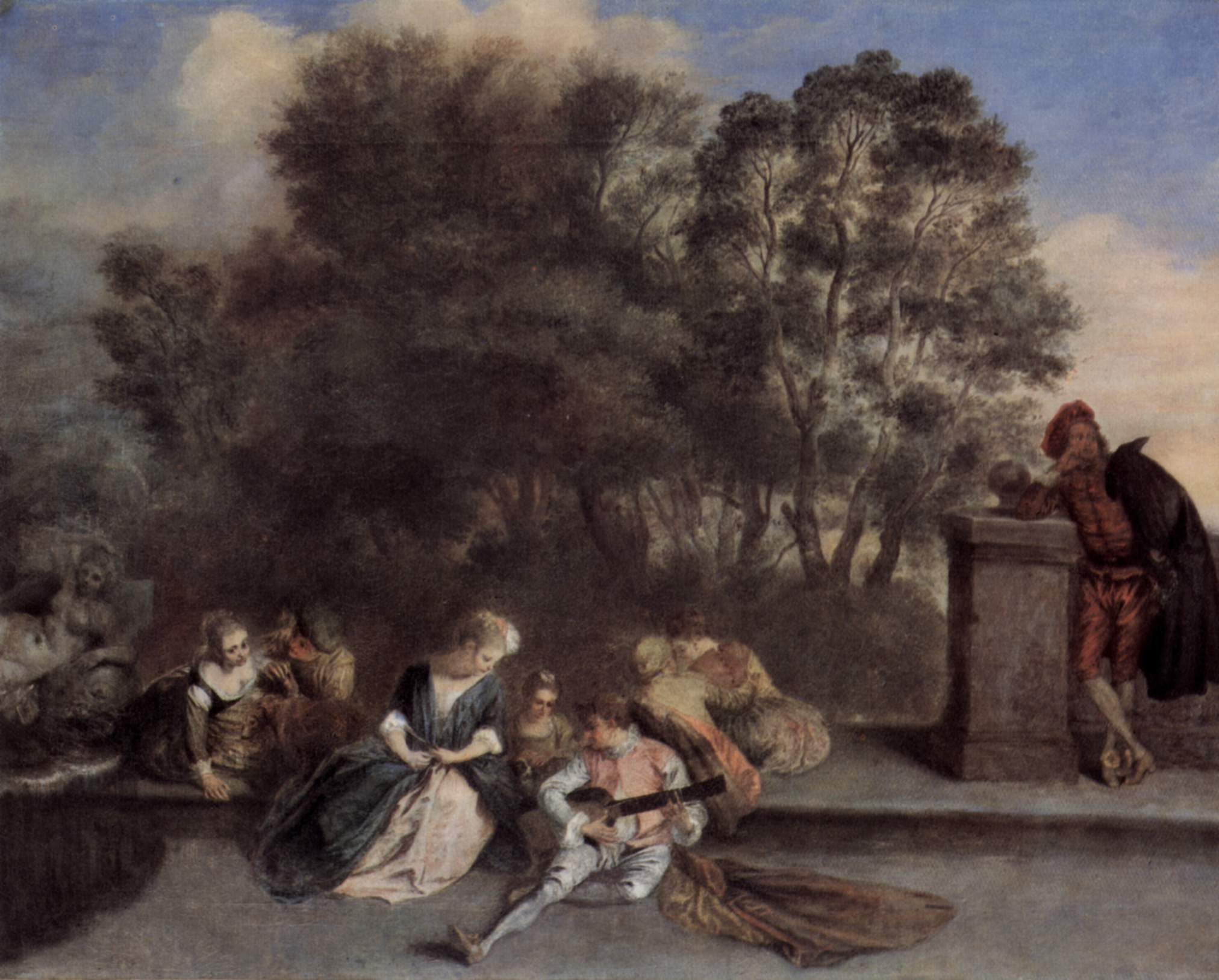

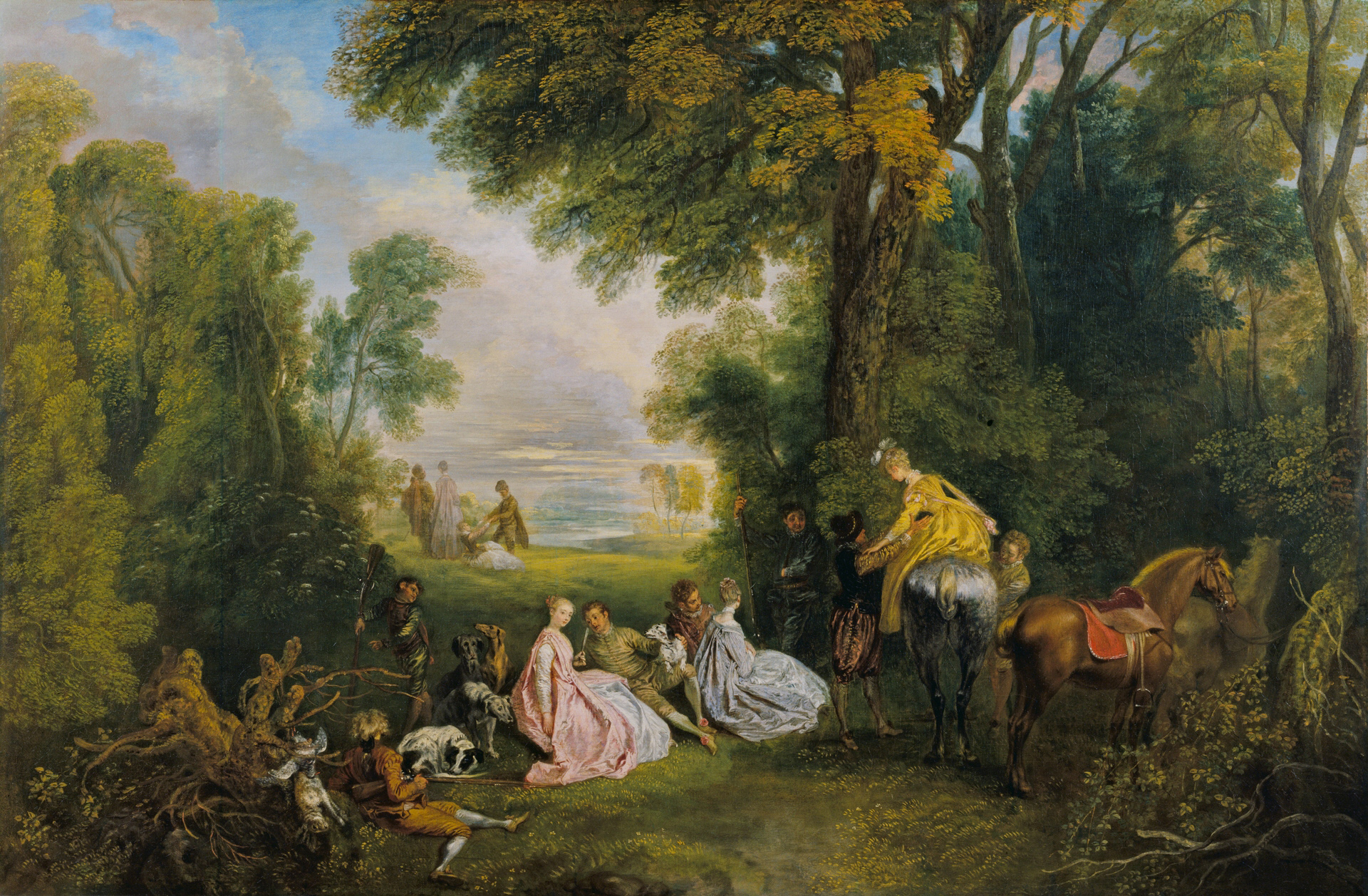
"Nơi hẹn của những người đi săn"

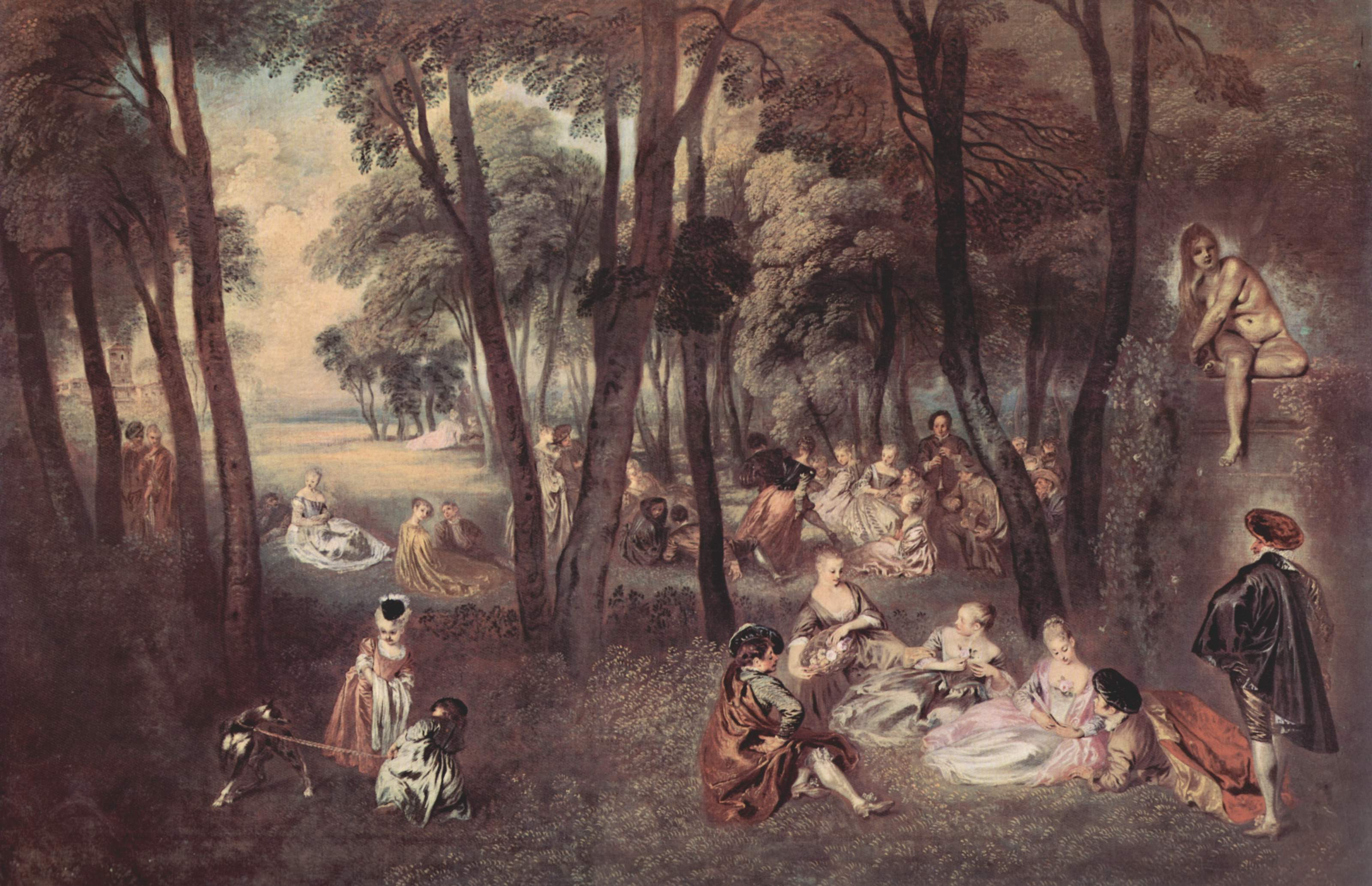
"Giải trí đồng quê"

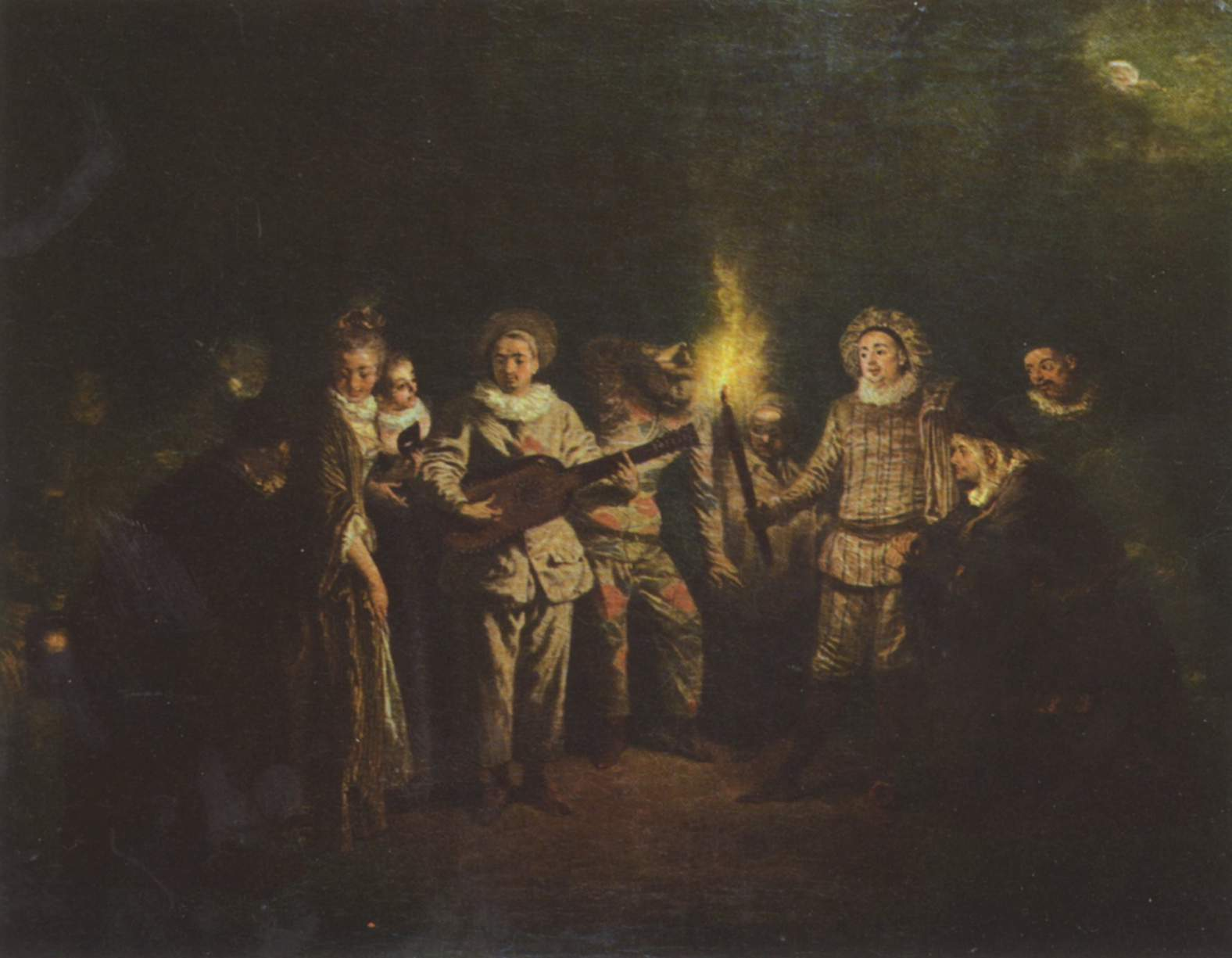